# مایک وست
مایک وست (انگلیسی: Mike West؛ زادهٔ ۴ اوت ۱۹۶۴) شناگر اهل کانادا بود.
وی در مسابقات کشوری و بین‌المللی در مجموع برندهٔ ۱ مدال طلا، ۲ مدال برنز شده‌است.